# Ləkit Kötüklü
Ləkit Kötüklü è un comune dell'Azerbaigian situato nel distretto di Qax. Conta una popolazione di 243 abitanti.